# Microrregión de la Bacia de São João
La microrregión de la Bacia de São João es una de las  microrregiones del estado brasileño del Río de Janeiro perteneciente a la mesorregión de las Baixadas. Posee un área de 1.629,8 km² y su población fue estimada en 2006 por el IBGE en 100.420 habitantes y está dividida en tres municipios.

## Municipios
- Casimiro de Abreu
- Rio das Ostras
- Silva Jardim

- Datos: Q2719064